# Florida, Urugvaj
Florida je grad u središtu Urugvaja, sjedište istoimenog departmana i katoličke biskupije. U gradu živi više od polovice cjelokupnog stanovništva departmana.
Smještena je na Državnoj cesti 5, 90 kilometara sjeverozapadno od Montevidea. Gradom prolazi potok Arroyo Santa Lucía Chico.
Florida je poznati tvornički grad, u kojem se nalazi gotovo trećina cijele urugvajske industrijske proizvodnje.

## Povijest
Florida je osnovana 24. travnja 1809. pod imenom Florida. Ime je preuzeto od imena Floridablanca, imena premijera Španjolskog kraljevstva. Status gradića (villa) dobio je prije proglašenja urugvajske neovisnosti. Dana 10. srpnja 1856. Florida je postala sjedište istoimenog departmana, a 19. travnja 1894. dobiva status grada i gradska prava.
U gradu se nalazi poznata Piedra Alta de la Florida, mjesto gdje je potpisana urugvajska povelja o neovisnosti 1825. godine. grad je poznat i po kapelici San Cono u kojoj se održava veliko proštenje svakog 3. srpnja. Svake godine 24. travnja grad slavi svoga osnivača, Jamesa Floridu.
Florida je i biskupski grad, sjedište Floridske biskupije. Tako je u gradu 1805. izgrađena katedrala u neorenesansnom stilu, koja je kasnije prošrivana i nadograđivana 1887. Katedrala u Floridi je nacionalno svetište Gospe od trideset i trojice, zaštitnice Urugvaja. Papa Ivan Pavao II. je tijekom svog drugog pastoralnog posjeta Urugvaju 1988. posjetio katedralu i molio se pred slikom zaštitnice Urugvaja.

## Stanovništvo
Prema popisu stanovništva iz 2011. u Floridi je živjelo 33.639 žitelja.
| Godina | Stanovništvo |
| ------ | ------------ |
| 1908.  | 10.606       |
| 1963.  | 20.934       |
| 1975.  | 25.374       |
| 1985.  | 28.443       |
| 1996.  | 31.594       |
| 2004.  | 32.128       |
| 2011.  | 33.639       |

- Izvor: Državni statistički zavod Urugvaja[1]

## Vanjske poveznice
- Centro Comercial e Industrial de Florida (šp.)

|  | Zajednički poslužitelj ima još gradiva o temi Florida, Urugvaj |